# Erwin Mulder
Erwin Mulder (Pannerden, 3 de marzo de 1989) es un futbolista neerlandés que juega como portero.

## Carrera

### Feyenoord
En noviembre de 2006, Mulder fue invitado al primer equipo del Feyenoord por el entrenador Erwin Koeman. Mulder estuvo en el banquillo durante más de diez partidos durante la temporada 2006-07, pero no hizo su debut con el primer equipo.
El 3 de junio de 2007, el Feyenoord anunció que Mulder fue promovido oficialmente al primer equipo para la temporada 2007-08 y el 28 de septiembre de 2007 se extendió su contrato hasta el verano de 2011. Como se retiró Patrick Lodewijks, Mulder se convirtió en el tercer portero del equipo por detrás Henk Timmer y Sherif Ekramy. Debido a las lesiones de los dos primeros porteros, Mulder hizo su debut oficial en la Eredivisie el 2 de diciembre de 2007, en el partido en casa contra el Heracles Almelo.

#### Cesión al Excelsior
Para ganar experiencia, Mulder se unió al Excelsior en préstamo para la temporada 2008-09 bajo el gerente Ton Lokhoff. Excelsior fue relegado a la Eerste Divisie y estaba en la necesidad de un primer portero para el equipo cuando Ronald Graafland dejó el club para fichar por el Vitesse. El 8 de agosto de 2008, Mulder hizo su debut con el club en la derrota por 1-0 ante el Telstar. El 6 de marzo de 2009, en un partido contra el Oss, Mulder recibió una tarjeta roja directa, por una falta profesional en el área de penalti, lo que resultó un penal para el Oss. Después de haber sido expulsado, Arjan van Dijk le sustituyó en la portería. van Dijk no pudo salvar el penal. El partido terminó con la victoria del Oss por 3-1. Después de la prohibición de 3 partidos a causa de su expulsión, Mulder regresó a la portería el 27 de marzo de 2009 contra el SC Cambuur en un empate 1-1.

#### Vuelta al Feyenoord
Cuando el Feyenoord decidió no renovarle el contrato al primer portero del equipo, Henk Timmer, Mulder volvió al Feyenoord para la temporada 2009-10.
Mulder se lesionó durante una sesión de entrenamiento, lo que le hizo ser baja durante más de cuatro semanas. Después de su recuperación, Mulder se mantuvo en el Feyenoord, pero tuvo que conformarse con un papel como portero suplente. Luego de unas peleas por la portería, Mulder comenzó en el once inicial en la portería y se estableció en el once inicial bajo el nuevo gerente, Ronald Koeman.
Después de la llegada de Kenneth Vermeer en agosto de 2014, Mulder perdió su lugar en el once titular. Como resultado de eso, su fecha de expiración fijada no se extendió y se fue del Feyenoord como agente libre.
El 26 de febrero de 2015, fue expulsado mientras estaba en el banquillo en un partido por los dieciseisavos de final de la Liga Europea de la UEFA 2014-15 contra la Roma.

## Clubes
| Club                        | País         | Año       |
| --------------------------- | ------------ | --------- |
| Feyenoord                   | Países Bajos | 2007-2015 |
| S. B. V. Excelsior (cedido) | Países Bajos | 2008-2009 |
| S. C. Heerenveen            | Países Bajos | 2015-2017 |
| Swansea City A. F. C.       | Gales        | 2017-2020 |
| S. C. Heerenveen            | Países Bajos | 2020-2022 |
| Go Ahead Eagles             | Países Bajos | 2022-2024 |